# Schleifsteintaler Gangzug
Der zu den Oberharzer Erzgängen gehörende, südlich von Goslar im Harz verlaufende Schleifsteintaler Gangzug wurde unter den Mineralogen durch seine Nickelmineralien bekannt. Um die Wende vom 19. zum 20. Jahrhundert wurde mit der Grube Großfürstin Alexandra ein Versuch unternommen, im größeren Umfang Nickelerze aufzuschließen. Der Schleifsteintaler Gangzug wurde bei der Suche nach weiteren Rohstoffvorkommen vom Erzbergwerk Rammelsberg aus bzw. durch Kernbohrungen aufgeschlossen.

## Verlauf (projiziert auf die Tagesoberfläche)
Anscharung an den Gegentaler Gangzug am Glockenberg mit Aufblätterung in mehrere Teilgänge.
Glockenberg – Hohekehl – Kleiner Schleifsteinsberg (Östliches Ende der Aufblätterungszone) – Piepenberg – Dicker Kopf – Okertal. Westlich der Sperrmauer der Nachsperre der Okertalsperre teilt sich der Gangzug in zwei Teilgänge, die sich unter den Kästeklippen im Okergranit verlieren.

## Paragenese, Besonderheiten
Besonderheiten: Nickelerze, zum Beispiel Gersdorffit (Arsennickelglanz). Ansonsten treten Galenit, Sphalerit, Siderit und als Gangarten Ankerit und Quarz auf.

## Aufschlüsse
Im Schleifsteintal und am Piepenberg treten im unterdevonischen Sandstein Quarztrümchen auf, die den Verlauf des Schleifsteintaler Gangzuges markieren. Im Oker-Grane-Stollen wurde der Gangzug bei 5208 bis 5230 Metern vom westlichen Mundloch aus angefahren.

## Bergbaugeschichtlicher Überblick
Bergbau auf den Schleifsteintaler Gangzug erfolgte im geringen Umfang zwischen dem 16. und 19. Jahrhundert. Im Jahre 1862 wurde ein Nickelerzgang entdeckt, woraufhin von 1892 bis 1901 in der Grube Großfürstin Alexandra im namensgebenden Schleifsteintal unweit der Bundesstraße 241 versucht wurde, im industriellen Maßstab Nickel abzubauen.